# 엉클 투펠로
엉클 투펠로(Uncle Tupelo)는 미국의 컨트리 밴드이다.